# أفرو كندا سي102 جيتلاينر
أفرو كندا سي102 جيتلاينر (بالإنجليزية: Avro Canada C102 Jetliner)‏ هي نموذج لطائرة ركاب نفاثة، أنتجت في كندا. من صناعة أفرو كندا. كان أول طيران لها في 10 أغسطس 1949. صنع منها نموذج واحد فقط.